# Schenkelberg
Schenkelberg – miejscowość i gmina w Niemczech, w kraju związkowym Nadrenia-Palatynat, w powiecie Westerwald, wchodzi w skład gminy związkowej Selters (Westerwald). Liczy 662 mieszkańców (2010). Leży ok. 3 km od Herschbach i ok. 7 km od Selters (Westerwald). Po raz pierwszy wzmiankowana w XIII wieku.